# Gillian Flynn
Gillian Schieber Flynn (Kansas City, Misuri; 24 de febrero de 1971) es una escritora y periodista estadounidense. Es autora del superventas Perdida (Gone Girl, 2012) y del guion adaptado de su novela para el cine de título homónimo. Durante sus diez años en la revista Entertainment Weekly visitó rodajes de las películas más taquilleras alrededor del mundo.

## Biografía
De niña le encantaba que la asustaran. Su padre fue quien le transmitió su pasión por las películas, en particular de terror. En una entrevista, aseguraba: «Vi Psicosis un millón de veces y practicaba el plano final de Anthony Perkins». Además se define a sí misma como feminista. Estudió periodismo en la Universidad Northwestern de Chicago.

«Hay muchas mujeres que luchan tanto como los hombres por ser buenas, pero que no pueden. Hacen el mal y son violentas. Yo quería hablar sobre ello. Todavía existe un contexto dominado por estereotipos y culturalmente seguimos pensando que las mujeres no hacen esa clase de cosas, que son más amables y mucho menos proclives a la violencia. La realidad no es así.»
Gillian Flynn, 2013.

Su primera novela, Sharp Objects, fue finalista del Premio Edgar de novela negra y obtuvo el premio Fleming Steel Dagger en el año 2007 a la mejor novela de suspenso. Meses antes del lanzamiento de su segunda novela, fue despedida de la revista Entertainment Weekly en medio de recortes presupuestarios por la crisis.
Su siguiente novela, Dark Places, fue seleccionada como el mejor libro de 2009 por Publisher Weekly y como mejor novela por el periódico Chicago Tribune.
Su tercera novela, Perdida, fue la que destronó del puesto número uno de ventas a Cincuenta sombras de Grey con su historia de una pareja con una relación de amor y odio, Amy y Nick, a punto de celebrar su quinto aniversario, momento en el que Amy desaparece. La historia la comenzó a escribir mientras estaba embarazada de su hijo y la concluyó recién dieciséis meses después, utilizando su estudio al que llama «su pozo del infierno», por ser un piso semi subterráneo. Los derechos de Perdida fueron adquiridos por la compañía cinematográfica 20th Century Fox para ser protagonizada por Rosamund Pike y Ben Affleck en la película de título homónimo y ha vendido más de 2 millones de copias alrededor del mundo.
La cuarta novela, El adulto (The Grownup), se publicó originariamente como una historia corta en la antología Canallas (Rogues, 2014), editada por George R. R. Martin y Gardner Dozois, bajo el título ¿A qué te dedicas? (What do you do?). La historia trata de una trabajadora sexual que se convierte en lectora de auras y que es contratada por una mujer con un matrimonio fallido y un hijastro inquietante para purificar su hogar victoriano. La historia ganó el Premio Edgar 2015 a la mejor historia corta.
Flynn ha formado parte de una colaboración con el ilustrador Dave Gibbons en la que ha escrito el guion de una historieta corta llamada Masks.

## Obras
- Heridas abiertas (Sharp Objects, 2006)
- La llamada del Kill Club (Dark Places, 2009), también traducida como Lugares oscuros.
- Perdida (Gone Girl, 2012)
- El adulto (The Grownup, 2014), ¿A qué te dedicas? (What do you do?), dentro de la antología Canallas (Rogues, 2014).

## Filmografía
- Perdida (Gone Girl, 2014), adaptación del guion de Gillian Flynn basada en su propia novela, dirigida por David Fincher.

- Dark Places (Lugares oscuros, 2015) es una película de misterio dirigida y escrita por Gilles Paquet-Brenner y basada en la novela homónima de Gillian Flynn. La cinta, protagonizada por Charlize Theron, Christina Hendricks, Nicholas Hoult y Chloë Grace Moretz, fue estrenada en España el 1 de septiembre de 2016.
- Heridas abiertas (Sharp Objects, 2018), es una miniserie estadounidense de thriller psicológico, estrenada en HBO el 8 de julio de 2018. Con guion de Marti Noxon y dirigida por Jean-Marc Vallée. Protagonizada por las nominadas al Oscar: Amy Adams y Patricia Clarkson; además de Chris Messina, Eliza Scalen, Matt Craven y Madinson Davenport.[8]
- Viudas (Widows, 2018), es una película del género thriller, dirigida por Steve McQueen de un guion escrito por McQueen y Gillian Flynn, basada en la serie Widows de 1983, de la cadena de televisión ITV. 20th Century Fox estrenó la película el 16 de noviembre de 2018.[9]
- Utopia (2020), serie americana que adapta la homónima británica Utopia. Con guion de la propia Gillian Flynn, además de Dennis Kelly y Ryan Enright. Aunque en un principio se habló de David Fincher como responsable de la adaptación, al final dejó el proyecto en manos de Gillian Flynn, con quien había trabajado previamente en Perdida. En España se estrenó en Amazon Prime Video el 30 de octubre de 2020. La plataforma canceló el proyecto después de estrenarse la primera temporada.[10]